# Riksväg 41
Riksväg 41 är en riksväg i Sverige som går mellan Varberg i Hallands län och Borås i Västra Götalands län. Vägen är 91 kilometer lång och asfalterad. Mer exakt går vägen mellan Lassabackarondellen i Varberg och Annelundsmotet i Borås.

## Sträckning
Varberg - Veddige - Horred - Skene - Kinna - Borås.
Vägen passerar genom följande kommuner från söder till norr:
- Varbergs kommun (Hallands län)
- Marks kommun (Västra Götalands län)
- Borås kommun (Västra Götalands län)

## Standard och byggplaner
Vägstandarden längs sträckan varierar kraftigt. Från Varberg till nordväst om Veddige är vägen till största delen mötesfri landsväg. Mellan Veddige och Skattegården (norr om Björketorp) är vägen sämre. Vägen passerar bland annat genom ett flertal orter, korsar järnvägen i plan och har dålig linjeföring. Mellan Skattegården och Borås är vägen bättre, i huvudsak 13 meter bred och målad med 2+1 körfält i omväxlande körriktning, men utan mitträcke. Sträckan förbi Skene och Kinna har planskilda korsningar med trafikplatser. Korsningen med en lokalväg mellan Viskafors och Kinnarumma är planskild trafikplats. Korsningen med förbifarten för Riksväg 27 vid Kråkered söder om Borås är planskild trafikplats för trafiken på riksväg 27 och cirkulationsplatser för trafiken på riksväg 41.
I början av 2025 pågår flera byggnationer: Fritsla–Kråkered, mötesfri väg, Sundholmen–Björketorp, mötesfri väg , Horred, kapacitets- och trafiksäkerhetshöjande åtgärder som planeras att vara klara under 2025/2026.

## Historia
Vägen hette före 1962 länsväg 106.
Vägen går större delen av sträckan Varberg-Berghem i samma läge som på 1870-talet. Den har dock breddats, asfalterats och i viss mån flyttats på delsträckor. Det finns många plankorsningar med järnväg söder med Skene, och de brukar visa att vägen går på samma ställe som när järnvägen byggdes, runt 1880 i detta fall. Norr om Berghem är vägen mycket nyare. Sträckan från Berghem till Kinna är från 1990-talet. Sträckan Kinna - Borås är från 1980-talet. Den väg som användes innan byggdes 1940 och går genom alla tätorter Berghem, Skene, Kinna, Rydal, Seglora, Svaneholm, Viskafors och Rydboholm. Innan dess gick vägen via Kinnahult, Fritsla och Kinnarumma istället för Rydal, Seglora och Svaneholm. Under år 2005 invigdes en ny vägsträcka, mellan Skattegården och Berghem (3 km), som vanlig 13-meters väg. Förbifarten förbi Veddige färdigställdes 2010.

## Tabell över trafikplatser, korsningar och anslutande vägar
|  |          | Varberg                | Värnamo Ullared                 |
|  |          | Varberg                | Plankorsning med Viskadalsbanan |
|  | motorväg | Trafikplats Varberg N  | Göteborg Malmö                  |
|  |          | Veddige S              | Veddige                         |
|  |          | Veddige C              | Veddige                         |
|  |          | Veddige N              | Veddige                         |
|  |          | Horred S               | Plankorsning med Viskadalsbanan |
|  |          | Horred N               | Plankorsning med Viskadalsbanan |
|  |          | Trafikplats Skene      | Skene, Göteborg Svenljunga      |
|  |          | Trafikplats Hede       | Örby                            |
|  |          | Trafikplats Kinna      | Kinna                           |
|  |          | Trafikplats Kinnarumma | Viskafors, Kinnarumma           |
|  |          |                        | Karlskrona Växjö                |
|  | motorväg | Annelundsmotet         | Göteborg Jönköping; Trollhättan |